# ГП-5М (противогаз)
ГП-5М — советский гражданский противогаз, являющийся модификацией противогаза ГП-5 . Разрабатывался для защиты органов дыхания, глаз и кожи лица от вредных газов, аэрозолей, радиоактивной пыли и бактериальных средств.
Описание: Противогаз ГП-5М представляет собой доработанную версию противогаза ГП-5. Главным отличием является наличие лицевой части шлем-масочного типа с креплением для переговорного устройства. Также в некоторых модификациях предусмотрена возможность использования системы принудительной подачи воздуха.
Лицевая часть изготавливалась из латекса или резины светло-серого или черного цвета а заводах в СССР, включая предприятия в Москве и Казани:
В комплект противогаза входили:
- Лицевая часть (маска);
- Фильтрующе-поглощающая коробка (ФПК);
- Переносная сумка;
- Защитные пленки на стекла;
- Инструкция по эксплуатации.

## Конструкция
ГП-5М — гражданский противогаз, являющийся модернизированной версией ГП-5. Разработан в СССР и предназначен для защиты органов дыхания, глаз и лица от отравляющих веществ, радиоактивной пыли, бактериальных (биологических) средств, а также дыма, пыли и тумана.

##### Лицевая часть
ГП-5М комплектуется шлем-маской ШМ-66МУ, выполненной из эластичной резины и обеспечивающей плотное прилегание к лицу. В отличие от ГП-5, шлем-маска ГП-5М оснащена гофрированной трубкой, соединяющей её с фильтрующе-поглощающей коробкой (ФПК).
Шлем-маска состоит из:
- резинового корпуса с обтекателями,
- очкового узла с плоскими круглыми стеклами,
- клапанной коробки с клапанами вдоха и выдоха.

Комплектуется плёнками, предотвращающими запотевание стёкол очкового узла, а также может поставляться с утеплительными манжетами, предотвращающими замерзание стекол при отрицательных температурах.

##### Размеры шлем-маски
Шлем-маска выпускалась в 5 размерах: 0 (0у), 1 (1у), 2 (2у), 3 (3у), 4 (4у).
Буква «у» в кружке рядом с цифрой означает, что резина более тонкая, что характерно для поздних партий. Размер указан на подбородочной части маски.
Размер определяется по замкнутой линии, проходящей через макушку, щеки и подбородок:
- до 63 см — 0 размер,
- 63,5–65,5 см — 1 размер,
- 66–68 см — 2 размер,
- 68,5–70,5 см — 3 размер,
- от 71 см и более — 4 размер.

На резине шлем-маски отлита маркировка, включающая первую букву города производства, год выпуска, квартал и номер пресс-формы (например: Т86... Ф625).

##### Клапанная коробка
Клапанная коробка служит для разделения потоков вдыхаемого и выдыхаемого воздуха. Внутри установлены:
- один клапан вдоха,
- два клапана выдоха (основной и дополнительный).

##### Фильтрующе-поглощающая коробка (ФПК)
ФПК гражданского противогаза ГП-5М представляет собой металлический цилиндр. Корпус выполнен из алюминия и разделён на два отсека:
- в нижней части находится противоаэрозольный фильтр,
- в верхней части — шихта (активированный уголь с каталитическими добавками).

Коробка снабжена стандартной резьбой 40/4, обеспечивающей совместимость с большинством противогазных масок гражданского и военного назначения.

##### Противогазная сумка
Противогаз комплектуется тканевой сумкой, предназначенной для хранения и переноски.
Сумка оснащена:
- плечевой тесьмой с передвижными пряжками,
- дополнительной тесьмой для закрепления на туловище,
- двумя карманами (для незапотевающих плёнок, мембран и ИПП-8).

ГП-5М широко использовался в СССР для гражданской обороны, а также поставлялся на экспорт.

## История создания и производства
Разработка противогаза ГП-5М началась в конце 1970-х годов в СССР как модернизация модели ГП-5. Основной целью было улучшение удобства использования и добавление переговорного устройства для гражданской обороны. Производство было налажено на заводах в Москве и Казани, а массовый выпуск продолжался вплоть до конца 1980-х годов.
ГП-5М разрабатывался для устранения недостатков ГП-5, таких как отсутствие переговорного устройства и неудобство при длительном ношении. В ходе испытаний ГП-5М тестировался в условиях моделирования химических атак и аварий на промышленных объектах.
После распада СССР запасы ГП-5М остались на складах постсоветских стран и использовались в учебных целях или продавались на вторичном рынке.. В последующие годы противогаз использовался в учебных целях, а также продавался на вторичном рынке как средство индивидуальной защиты для коллекционеров и любителей военной атрибутики.

## Технические характеристики
- Масса противогаза в комплекте без сумки — не более 900 г.
- Масса ФПК — не более 250 г.
- Масса лицевой части:
  - ШМ-62 — 400–430 г,
  - ШМ-62У — 370–400 г.
- Площадь поля зрения — не менее 42 %.
- Габаритные размеры противогаза в сумке — 120×120×270 мм.
- Габаритные размеры ФПК:
  - Диаметр — 112,5 мм,
  - Высота с колпачком — 80 мм.
- Сопротивление ФПК постоянному потоку воздуха (30 л/мин) — не более 19 мм вод. ст. (186,2 Па).
- Сопротивление лицевой части постоянному потоку воздуха (30 л/мин):
  - На вдохе — не более 2 мм вод. ст. (19,6 Па),
  - На выдохе — не более 10 мм вод. ст. (98 Па).
- Сопротивление противогаза постоянному потоку воздуха (30 л/мин):
  - На вдохе — не более 21 мм вод. ст. (205,8 Па),
  - На выдохе — не более 10 мм вод. ст. (98 Па).
- ФПК герметична при избыточном давлении 100 мм рт. ст..
  - При проверке в водяной ванне в течение 8–10 секунд не должно наблюдаться выделения пузырьков воздуха.
- Лицевая часть герметична при разрежении 120 мм вод. ст.
  - Допустимое падение уровня жидкости в манометре — не более 18 мм в течение 1 минуты.

### Время защитного действия ФПК по опасным веществам (30 л/мин)
- Циановодород (5,0 мг/дм³) — не менее 18 минут.
- Циан хлористый (5,0 мг/дм³) — не менее 18 минут.

## Применение
- Перед применением гражданский противогаз ГП-5М необходимо проверить на исправность и герметичность. Осматривая лицевую часть, следует убедиться, что рост шлем-маски соответствует требуемому. Затем проверить её целостность, особое внимание уделяя стёклам очкового узла. После этого необходимо осмотреть клапанную коробку и состояние клапанов — они не должны быть покороблены, засорены или порваны. Фильтрующе-поглощающая коробка (ФПК) не должна иметь вмятин, ржавчины, проколов, а её горловина не должна быть повреждена. Также проверяется, чтобы внутри коробки не пересыпались «зерна» поглотителя. Сборка гражданского противогаза ГП-5М производится следующим образом: в левую руку берётся лицевая часть за клапанную коробку, затем правой рукой фильтрующе-поглощающая коробка ввинчивается до упора в патрубок клапанной коробки лицевой части. Новую лицевую часть перед первым применением необходимо протереть снаружи и внутри чистой тканью, слегка смоченной водой, а клапаны выдоха продуть. При обнаружении повреждений противогаза их устраняют, при невозможности ремонта противогаз заменяют исправным.  Проверенный противогаз в собранном виде укладывают в сумку: вниз помещается фильтрующе-поглощающая коробка, сверху — лицевая часть, которую не перегибают, а лишь слегка подвертывают головную и боковые части так, чтобы защитить стекла очкового узла.  Выданный в пользование противогаз может находиться в трёх положениях:
  - «Походное» положение — сумка с противогазом надевается через правое плечо так, чтобы она находилась на левом боку, застёжка расположена от себя. Плечевой ремень регулируется пряжками так, чтобы верхний край сумки находился на уровне поясного ремня. Противогаз может быть дополнительно закреплён на поясе при помощи тесьмы.
  - Положение «наготове» — противогаз переводится в это положение по сигналам «Воздушная тревога» и «Угроза радиоактивного заражения», а также при непосредственной угрозе ядерного, химического или биологического нападения. В этом положении сумка с противогазом передвигается вперёд, её клапан расстёгивается, а противогаз закрепляется на туловище с помощью тесьмы.
  - «Боевое» положение — противогаз надевается по команде «Газы» или по сигналам «Химическое нападение», «Радиоактивное заражение», «Бактериологическое заражение». Также противогаз надевают самостоятельно (без команды и сигналов) при обнаружении признаков радиоактивных, отравляющих веществ и биологических средств в воздухе или на местности.

## Недостатки
Как и у ГП-5, основной недостаток противогаза ГП-5М — устаревшая конструкция и использование резины, которая со временем теряет эластичность, что может приводить к снижению герметичности маски. Кроме того, штатная фильтрующе-поглощающая коробка содержит активированный уголь с окисью меди, хрома и серебра, а также противоаэрозольный фильтр, в составе которого могут присутствовать асбестосодержащие материалы. Это делает длительное использование ФПК потенциально небезопасным, особенно при повреждении корпуса или истечении срока годности.
Также среди недостатков можно выделить:
- Отсутствие переговорного устройства, что затрудняет общение.
- Высокое сопротивление дыханию по сравнению с более современными моделями.
- Недостаточно широкое поле зрения.
- Неудобство при длительном ношении из-за плотного прилегания шлем-маски к голове.

Из-за этих особенностей ГП-5М в настоящее время не используется в официальных структурах и в основном встречается в коллекциях, а также в учебных целях по гражданской обороне.